# Can You Duet?
Can You Duet? was een Vlaamse talentenjacht waarin op zoek gegaan werd naar een nieuw Vlaams zangduo. Het programma werd van maart tot mei 2008 uitgezonden op VT4.

## Concept
Tijdens de eerste 4 auditie-afleveringen moesten kandidaten als duo voor de jury optreden. Wie zich niet als duo had ingeschreven moest ter plaatse op zoek naar een zangpartner. De kandidaten werden vervolgens individueel door de jury beoordeeld.
De geselecteerde kandidaten kregen vervolgens tijdens twee workshopafleveringen de nodige begeleiding en ondersteuning om als duo een zo goed mogelijke performance te brengen. Na een aantal proeven en opdrachten werd de groep herleid tot 14 kandidaten, 7 jongens en 7 meisjes, die tegen elkaar gingen strijden in de live-shows.
In de 6 live-shows traden elke week nieuwe duo's op waarvan de samenstelling door het lot bepaald werd. Elk duo kreeg een week tijd om zich onder begeleiding van coaches, zang- en dansleraars voor te bereiden op de volgende live-show. Daar werden ze door de jury ook als duo beoordeeld. De jury kon duo's aanduiden die doorgingen naar de volgende show, maar de kijkers beslisten uiteindelijk wie er elke week afviel.
Het winnende duo kreeg een platencontract bij Mostiko/CNR Records.

## Jury
De jurering geschiedde door Wouter Van Belle, Roos Van Acker en Ronny Mosuse. Zij bepaalden tijdens de auditie-afleveringen wie mocht doorgaan naar de workshops. Tijdens de live-shows konden zij duo's veilig stellen voor de volgende show.

## Presentatie
De presentatie was in handen van Ann Van Elsen en Felice.

## Finale en winnaar
In de finale die op 29 mei 2008 werd uitgezonden won het duo Sara en Marino met het nummer She's So High van Kurt Nilsen. Vlak na de finale werd hun eerste single Atomic Bomb uitgebracht. Het nummer stond vier weken in de Ultratop met een hoogste notering op plaats 20. Ze brachten verder geen nummers uit.